# 翮蛱蝶
翮蛱蝶（学名：Euptoieta claudia)，是鱗翅目蛺蝶科下的一种蝴蝶，分布于美洲
。

## 形态特征
翅面有橙色与黑色方格状图案，翅面和翅底都有一排边缘下的黑点和横跨翅膀的黑色中线。翅面的下侧有一个黑色边缘的淡橙色斑点。翅底的下侧有褐色和灰色的斑驳，夹带有一条苍白的条带。

## 栖息地
这种蝴蝶经常出现在开放的、易受干扰的栖息地，如苜蓿地、牧场、田地、荒地、路旁和山地草甸。